# Kluis op de Schaelsberg

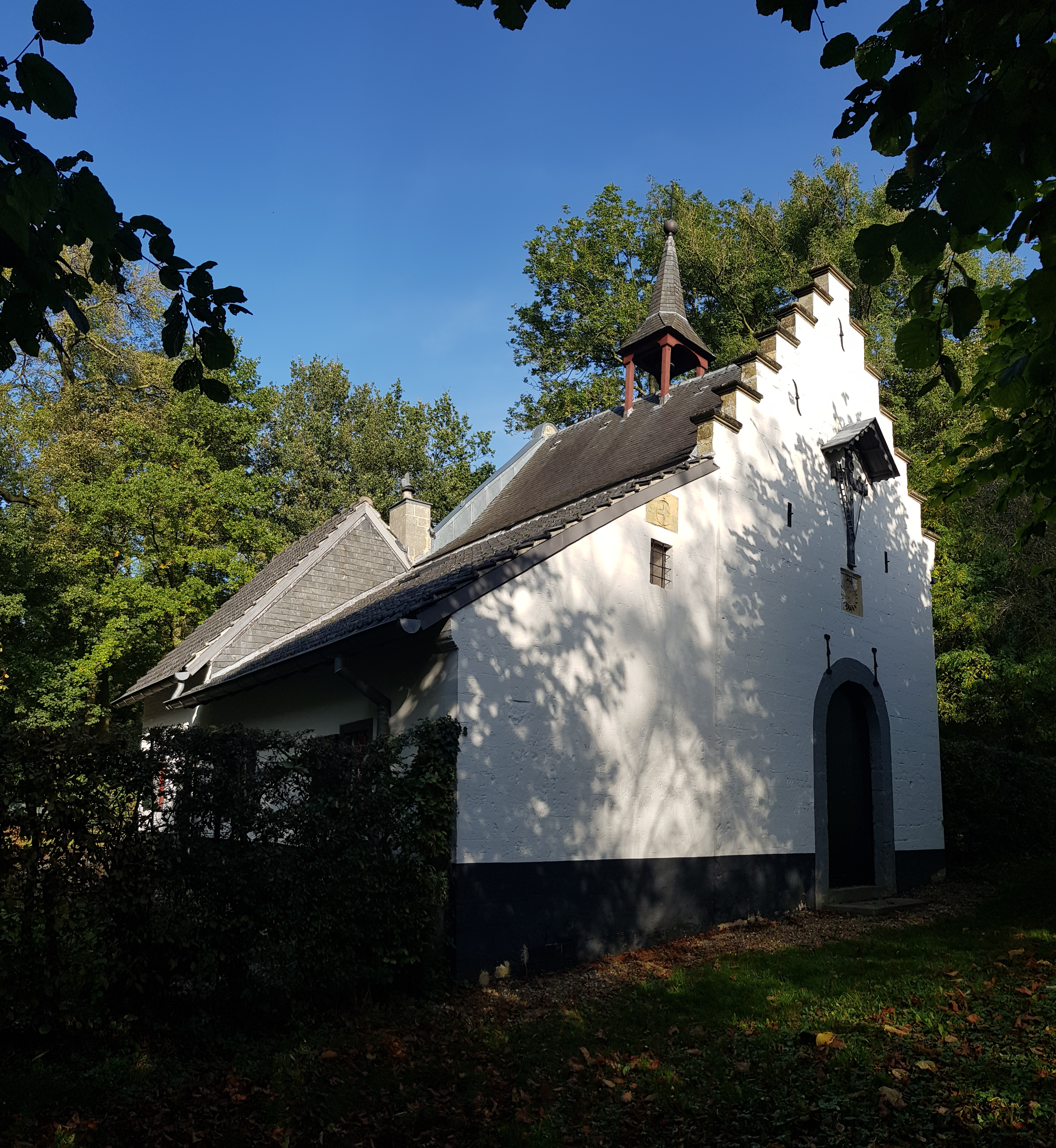
De kluis aan de zuidzijde

De kluis op de Schaelsberg (Limburgs: Kluus op de Sjaatsberg) is een kluizenarij (hermitage) bij Oud-Valkenburg en Walem in de gemeente Valkenburg aan de Geul. 

## Geschiedenis
Hij werd in 1688 gebouwd in opdracht van graaf Gerard Hoen van Cartiels, de toenmalige heer van Kasteel Schaloen. De eerste bewoner van de kluizenarij was ene broeder Laurens Plum. De kluis is vanaf de stichting in 1688 doorlopend bewoond gebleven tot 1930, door in totaal 16 bewoners, veelal broeders genoemd. De bekendste bewoner was een voormalige Pauselijke Zoeaaf, Henricus Weerts, die de kluis bewoonde tussen 1860 en 1889. Drinkwater werd door de bewoners aan de voet van de Schaelsberg gehaald uit de Sint-Jansbron.

## Locatie
De kluis is gebouwd boven op de Schaelsberg, bijna aan de rand van het hellingbos Schaelsbergerbos. Naast de kluis bevindt zich een open terrein met hoge bomen waar al eeuwenlang  openluchtmissen worden gehouden: de Sjaasbergergank. Ten oosten van de kluis bevindt zich de mergelwand van de Daolkesberg. Nabij de kluis bevinden zich een  kruisweg met de 14 staties in evenzovele nissen, deels in een cirkel rond een centraal "graf". De kluis is een plaats van bezinning en gebed, alsook doel van een pelgrimage ter ere van de heilige Leonardus van Noblat, en daarmede een bedevaartkluis. De kluis is een toeristische attractie, die op bepaalde tijden is opengesteld voor het publiek. De kluis en de naastgelegen kruisweg zijn rijksmonument.

## Literatuur

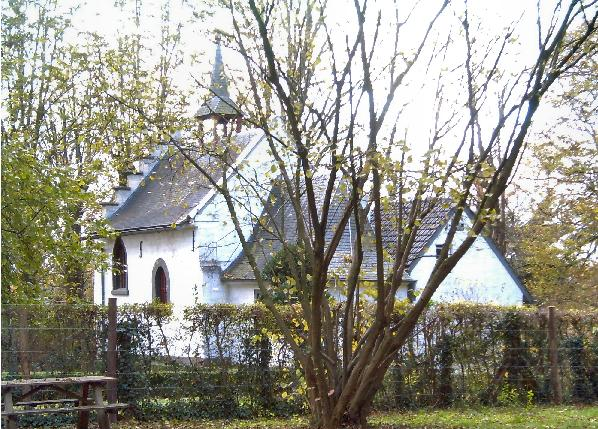
De kluis op de Schaelsberg
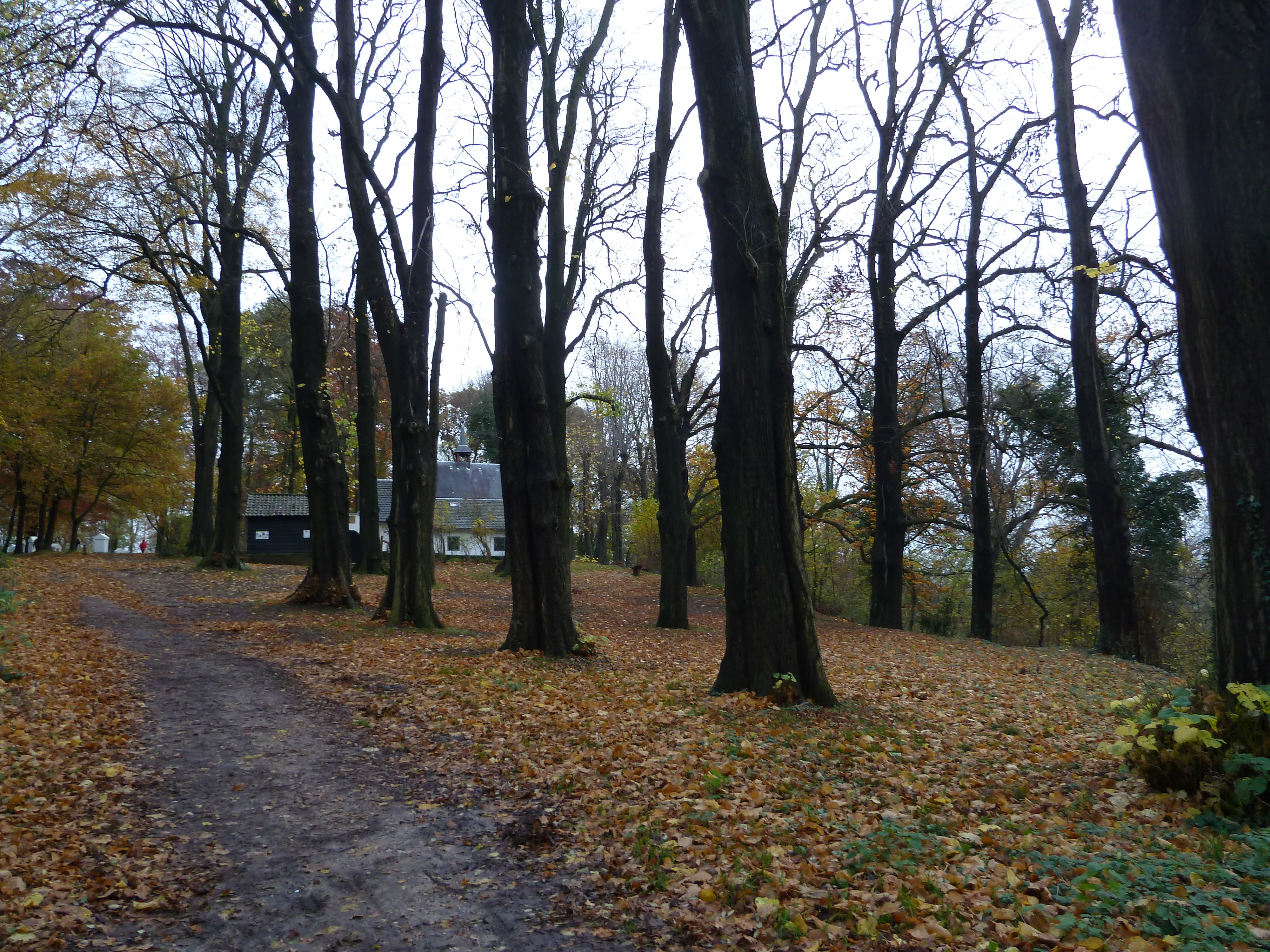
Hier wordt eens per jaar de openluchtmis gehouden
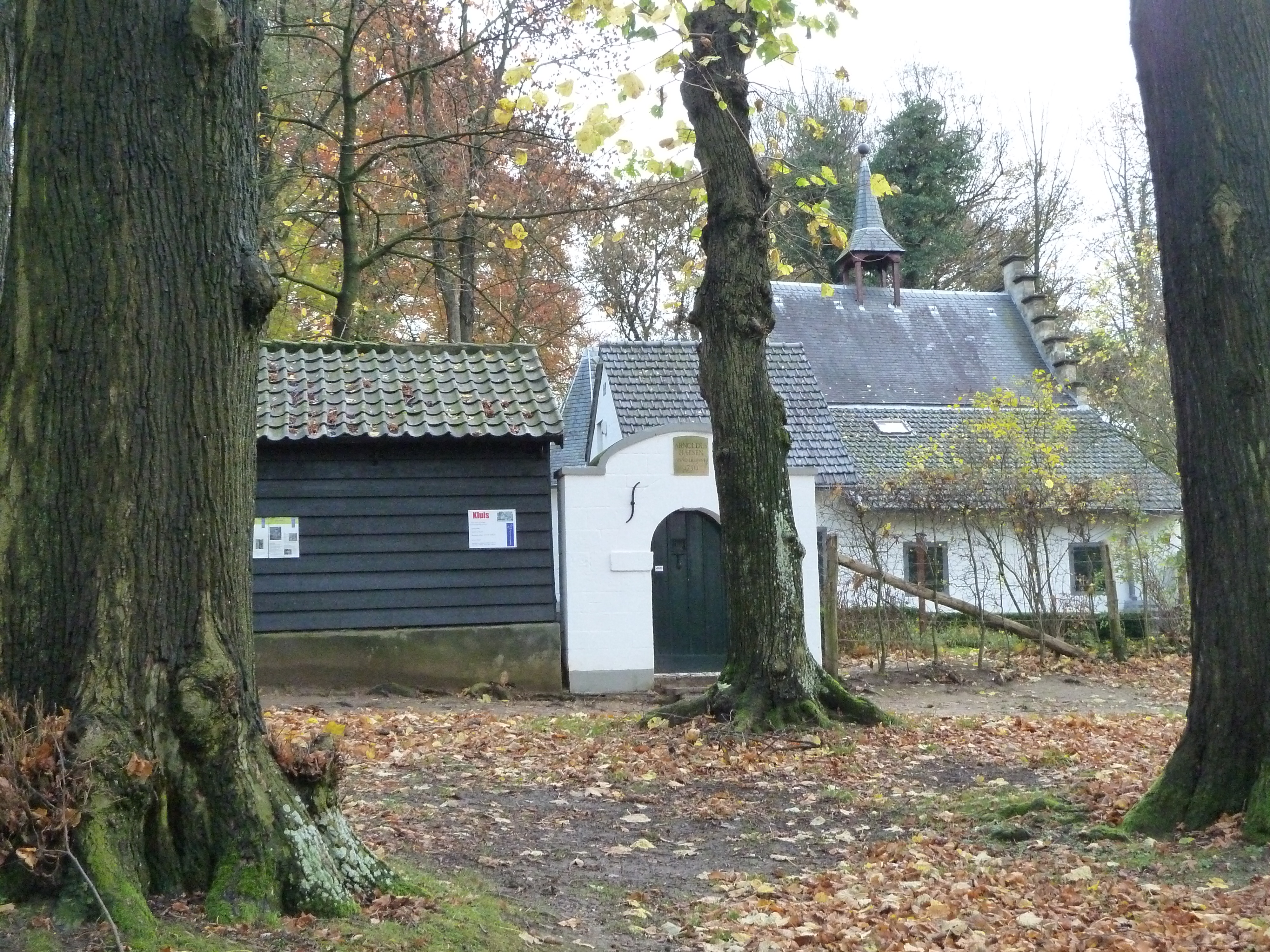
De kluis
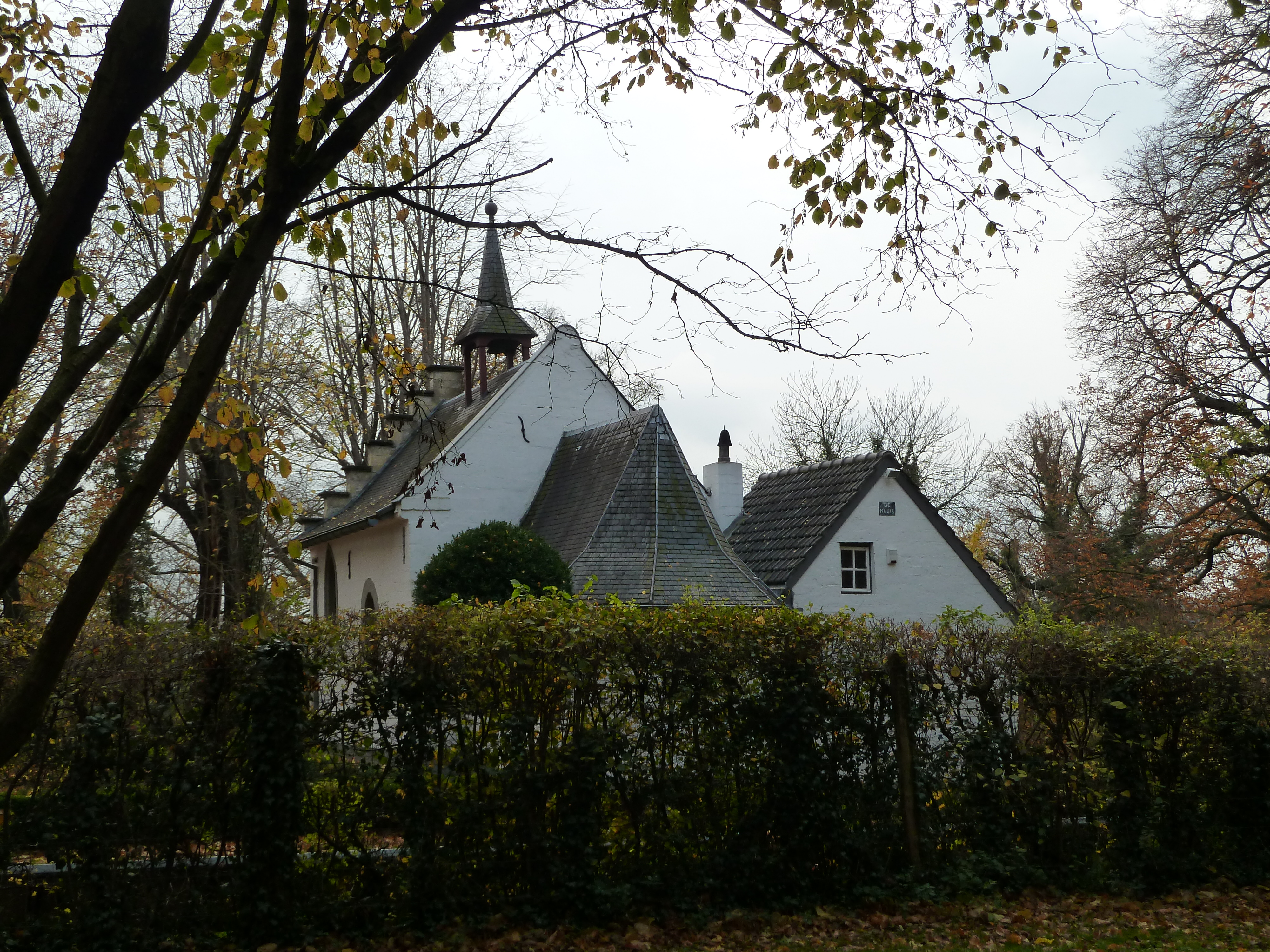
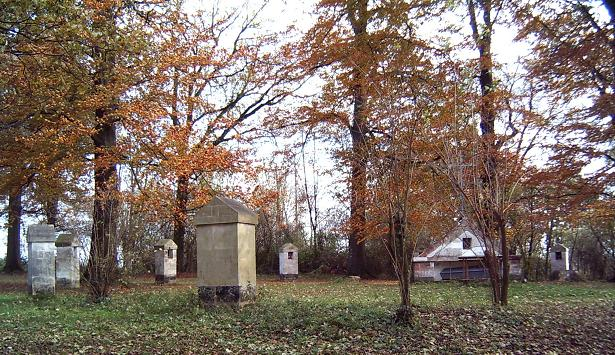
De bijbehorende kruisweg
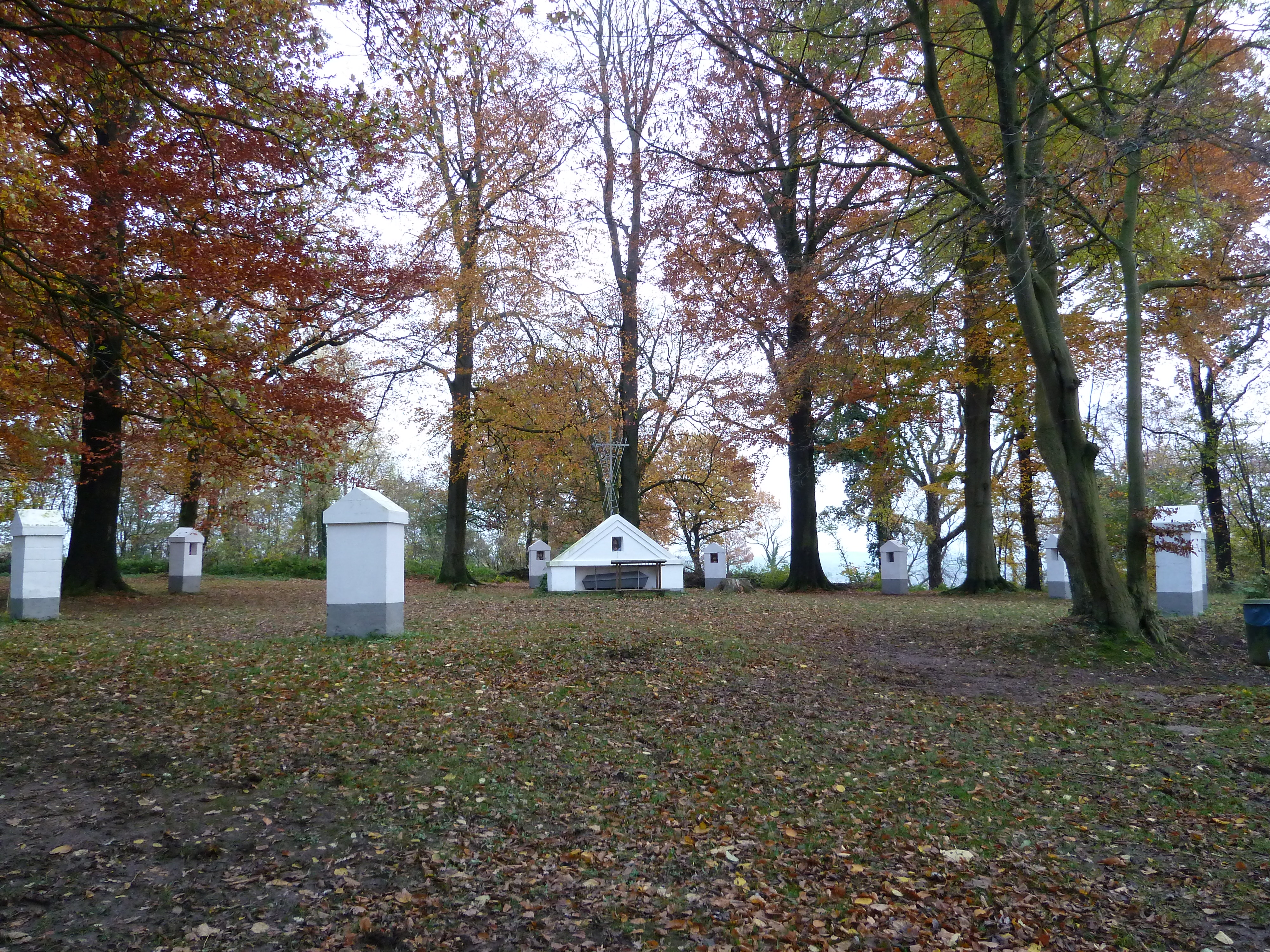
De statieën
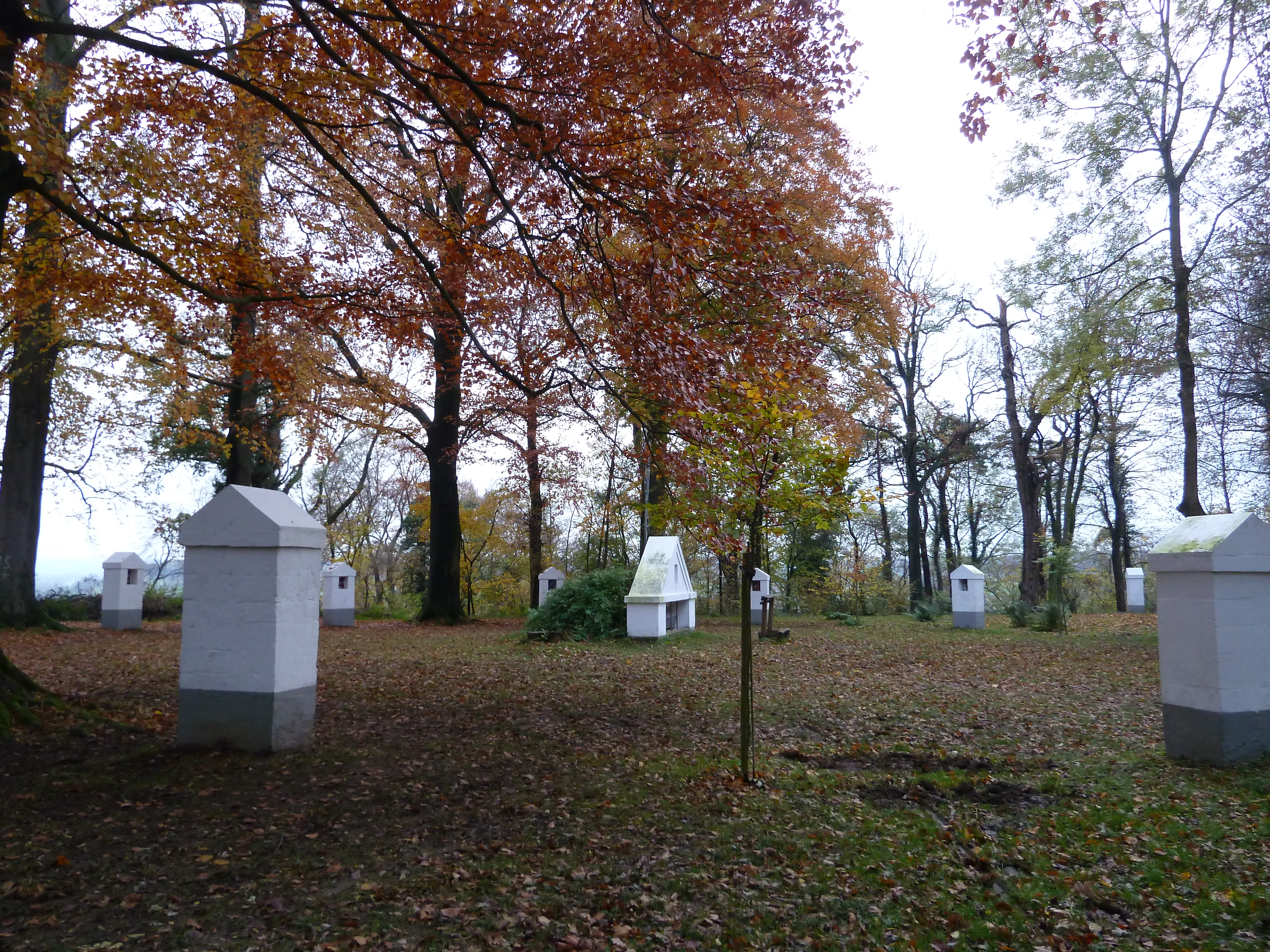